# Instytut Oceanografii Scrippsów
Instytut Oceanografii Scrippsów, Instytut Oceanograficzny Scrippsów (ang. Scripps Institution of Oceanography) – instytut naukowy zajmujący się badaniem oceanów, jeden z najstarszych i największych tego rodzaju na świecie.  Należy do Uniwersytetu Kalifornijskiego w San Diego i położony jest w La Jolla, północnej dzielnicy tego miasta, nad Pacyfikiem. Ma 67 budynków, w tym Akwarium Birchów (muzeum edukacyjne).

## Historia
Instytucja powstała w 1903 jako Marine Biological Association. W 1907 otrzymała od Edwarda Willisa Scrippsa darowiznę w postaci terenu, na którym wzniesiono budynek ufundowany przez Ellen Browning Scripps (przyrodnią siostrę Edwarda Willisa). Oboje finansowali placówkę – formalnie dedykowaną pamięci George’a Henry’ego Scrippsa (jako George H. Scripps Memorial Marine Biological Laboratory), ich przyrodniego brata – przez pierwszą dekadę. Pierwszym kierownikiem był profesor zoologii William Emerson Ritter. 
W 1912, dla uhonorowania rodzeństwa Scrippsów, instytucja została nazwana  Scripps Institution for Biological Research. W 1925 przemianowano ją na Scripps Institution of Oceanography. Przed 1938 była związana z Uniwersytetem Kalifornijskim w Berkeley, a po 1938 stała się częścią Uniwersytetu Kalifornijskiego w Los Angeles.
W 1936 dyrektorem instytutu został znany norweski oceanograf Herald Sverdrup, a w 1948 Carl Henry Eckart. W 1956 powstał Uniwersytet Kalifornijski w La Jolla (szybko przemianowany na Uniwersytet Kalifornijski w San Diego), który swoje powstanie w dużej mierze zawdzięcza Instytutowi Oceanografii Scrippsów.

## Programy naukowe
Instytut prowadzi badania oceanograficzne, sejsmologiczne, klimatyczne, meteorologiczne, biologii morza, chemii atmosfery, a także działalność edukacyjną i studia doktoranckie. Specjalizuje się w pomiarach oceanicznych.

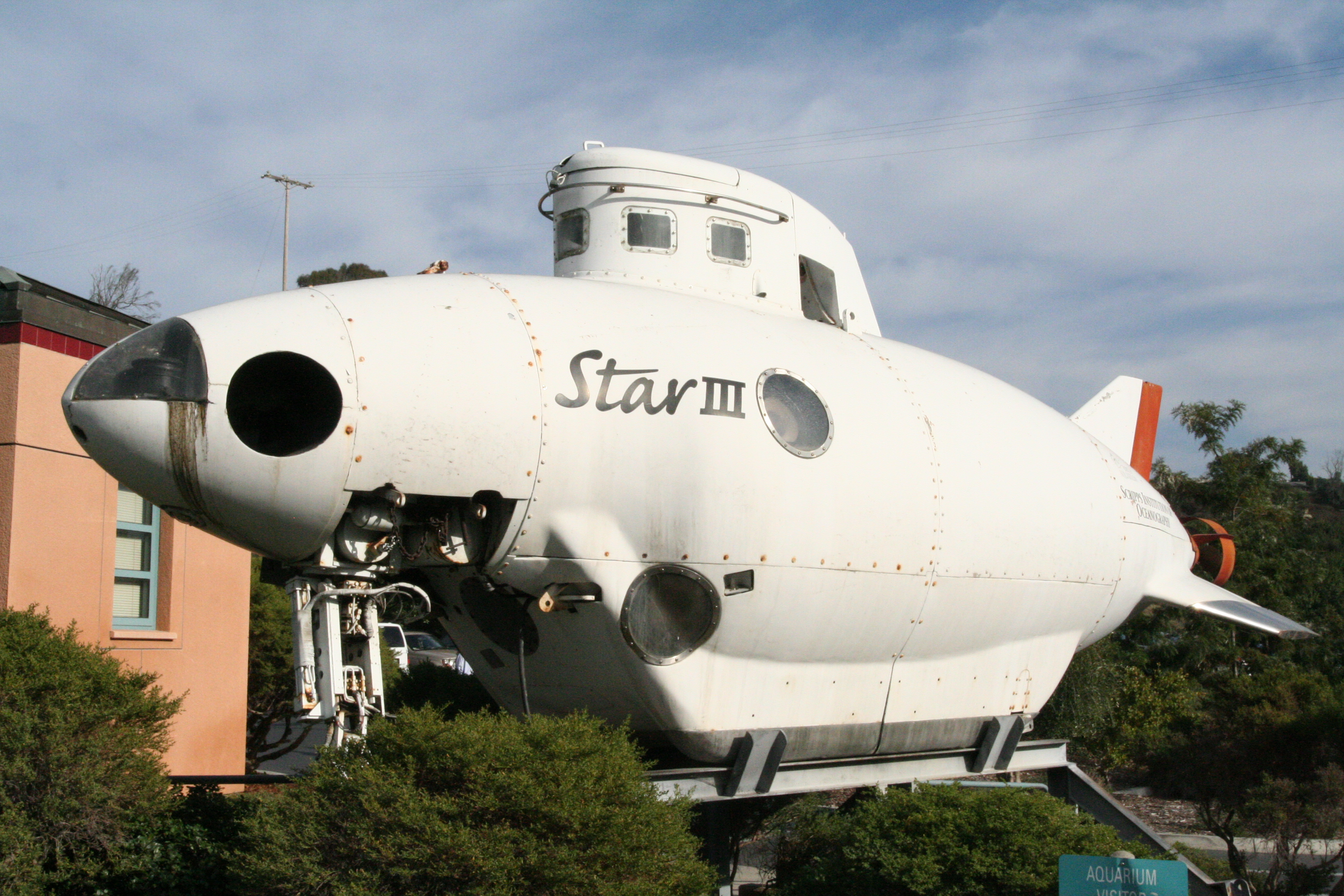
Batyskaf Star III

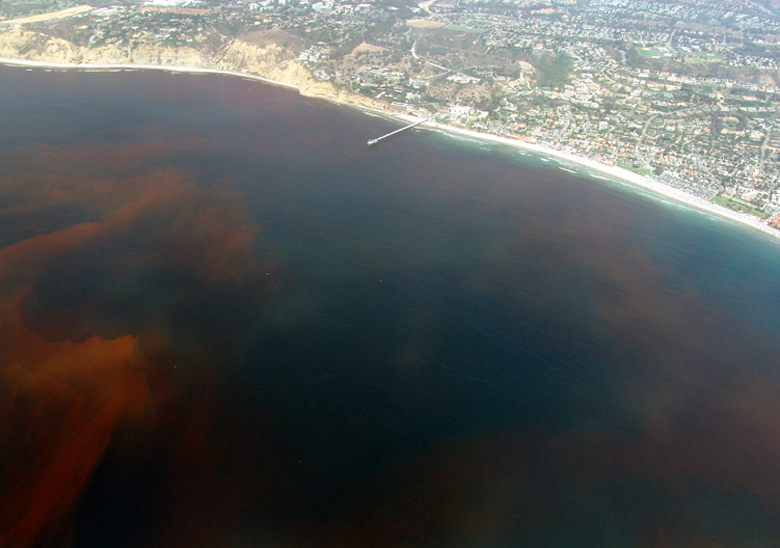
Widok na część wybrzeża miejscowości La Jolla (od zachodu), gdzie mieści się Instytut Oceanografii Scrippsów. Czerwone plamy to zakwit fitoplanktonu

## Statki badawcze
Instytucja eksploatuje kilka klasycznych statków badawczych oraz statek RV FLIP (ang. RV oznacza research vessel, statek badawczy), który po wypłynięciu w morze jest zatapiany z jednej strony i przekręca się o 90 stopni. Statki te przepływają rocznie około 100 000 mil i są to:
- RV FLIP (od 1962)
- RV Robert Gordon Sproul (od 1984)
- RV Roger Revelle (od 1995)
- RV Sally Ride (od 2016)